# Winterfresh
Winterfresh – marka gum do żucia firmy Wrigley Company. Została wprowadzona na rynek w 1994.